# Włodawka (miasteczko)

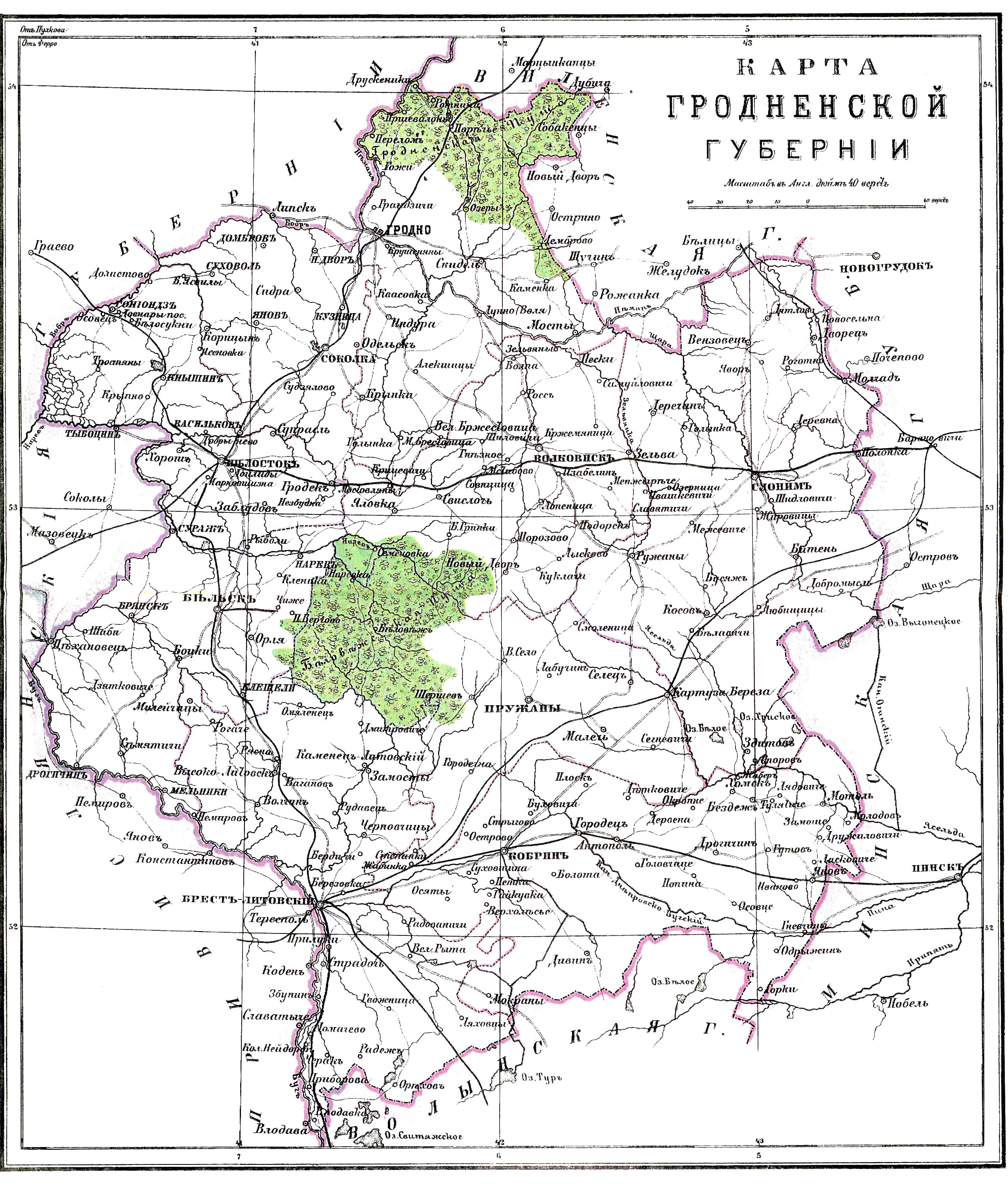
Włodawka na południowo-zachodnim skraju guberni grodzieńskiej

Włodawka (ros. Влодавка) – nieistniejące obecnie dawne miasteczko nad Bugiem (sztetl), położone na wprost Włodawy, współcześnie teren Białorusi (obwód brzeski, rejon brzeski).
Założona w końcu XV wieku (lub na początku XVI w.) jako osada targowa lub zabużna dzielnica Włodawy, kiedy właścicielem dóbr włodawskich został Andrzej Leszczyński, wojewoda brzeskokujawski i protektor kalwinizmu, który objął drogą ożenku dobra włodawskie po rodzinie Sanguszków.
Podobnie jak w przypadku wielu miasteczek na pograniczu Korony i Litwy podstawą jej miejskiego charakteru (prócz woli właścicieli) stał się napływ żydowskich rzemieślników i kupców. Według Słownika Brockhausa i Efrona w 1648 r. większość żydowskich mieszkańców Włodawki została wymordowana podczas powstania Chmielnickiego.
Po bezpotomnej śmierci Teofili z Leszczyńskich Włodawka wraz z całymi dobrami włodawskimi przeszła w ręce katolickiej („królewskiej”) linii Leszczyńskich reprezentowanej tu przez Rafała Leszczyńskiego, który jednak dość szybko sprzedał je Pociejom, właścicielom pobliskich dóbr różanieckich. Kolejni właściciel tych terenów to Ludwik Konstanty Pociej, Antoni Pociej, Jerzy Flemming, Adam Kazimierz Czartoryski, Stanisław Kostka Zamoyski, August Zamoyski (1811–1889) i jego potomkowie z włodawskiej linii Zamoyskich.
Przed III rozbiorem Włodawka składała się z kilku domów i karczmy. Była niewielką osadą targową, gdzie odbywały się włodawskie jarmarki.
Po upadku I Rzeczypospolitej Włodawka znalazła się na obszarze tzw. ziem zabranych, inkorporowanych do Rosji. Właścicielka miejscowości Zofia z Czartoryskich Zamoyska, powołując się na dawne przywileje Włodawy (leżącej wówczas w Kongresówce), zwróciła się do władz rosyjskich o nadanie Włodawce praw miejskich. 18 marca (6 marca) 1820 r. decyzją ministra spraw wewnętrznych Rosji Wiktora Koczubeja Włodawka otrzymała prawa miejskie jako miasto prywatne.
Stosunki dominalne zostały zlikwidowane po carskim ukazie uwłaszczeniowym w 1866 r.
Jak na swoje możliwości Włodawka była miasteczkiem dość znanym z jesiennych jarmarków na kożuchy, które przyciągały kupców z głębi Rosji. Pewne dochody czerpało miasteczko również z handlu wołami i końmi, ponieważ leżała na granicy Królestwa Polskiego i ziem zabranych.
W XIX w. według Słownika geograficznego Królestwa Polskiego miasteczko było położone na prawym brzegu Bugu, na wprost od Włodawy i należało do powiatu brzeskiego w guberni grodzieńskiej. Włodawka liczyła 980 mieszkańców. Znajdowała się tu cerkiew, żydowski dom modlitwy, 2 szkoły i 3 jarmarki. W pobliżu Włodawki znajdowała się stacja kolejowa Włodawy – we wsi Tomaszówka, gdzie Żydzi z Włodawki nabywali grunty z rozparcelowanych przez Tomasza Zamoyskiego (1861–1935) dóbr. Z czasem handel bydłem zamarł, a wraz z wybuchem I wojny światowej ustały przyjazdy obcych kupców na jarmarki. W 1915 r. miasteczko zostało spalone, co stało się ostateczną przyczyną upadku Włodawki.
W okresie międzywojennym miejscowość początkowo należała do gminy Przyborowo w powiecie brzeskim województwa poleskiego. Według spisu powszechnego z 1921 r. miasteczko i folwark Włodawka oraz stacja kolejowa Przyborowo liczyły w sumie 25 domów. Mieszkały tu 292 osoby: 152 mężczyzn, 140 kobiet. Pod względem wyznania dominowali żydzi (271), ponadto w tych trzech łącznie spisanych jednostkach osadniczych żyło 11 rzymskich katolików, 9 prawosławnych i 1 grekokatolik. Również pod względem narodowościowym dominowali Żydzi (271), oprócz tego 12 osób deklarowało narodowość polską, 7 – białoruską, a 2 – rosyjską. W 1928 roku wraz z całą gminą Przyborowo weszła w skład gminy Domaczów. Włodawka była jednym z najmniejszych miasteczek woj. poleskiego, a w pewnym momencie została uznana za wieś, znalazłszy się w defensywie w stosunku do posiadającej lepsze warunki komunikacyjne Tomaszówki.
W okresie Holokaustu miejscowa populacja Żydów została zniszczona (271 osób).
Po II wojnie światowej tereny miasteczka weszło w struktury administracyjne Związku Radzieckiego. Brak informacji o dalszych losach Włodawki, lecz nie występuje ona już jako samodzielna jednostka administracyjna. Geograficzne położenie w specyficznym klinie Białorusi pomiędzy Polską a Ukrainą, wymordowanie większości (wszystkich?) mieszkańców i wreszcie zjawisko przesiedlania nadgranicznych miejscowości ZSRR o 1,5–3 km na wschód od Bugu sugerują, że mogła zostać zintegrowana z którąś z następujących wsi: Tomaszówką, Komarówką lub Orchowem.